# Лилия Генри
Ли́лия Ге́нри (лат. Lilium henryi) — многолетнее луковичное растение; вид рода Лилия. Секция 5, по ботанической, раздел 9 по Международной классификации.
Китайское название: 湖北百合 (húběi bǎihé) (дословно — «лилия Хубэй»).
Вид назван в честь ирландского сборщика растений и китаиста Августина Генри (1857—1930), первым из европейцев нашедшим это растение.

## Синоним
По данным Королевских ботанических садов в Кью:
- Lilium henryi var. citrinum Wallace, 1936

## Распространение
Китай (Гуйчжоу, Хубэй, Цзянси).
Кустарниковые заросли на горных склонах, на высотах от 700 до 1000 метров над уровнем моря.
Районы произрастания вида характеризуются дождливым летом и сухой осенью.

## Биологическое описание
Цветки поникающие, собраны в кистевидные соцветия по 15—20 цветков. Диаметр цветка около 7 см. Нектарники открытые, ярко-зелёного цвета. Пыльца тёмно-коричневая. Цветёт в августе. Высота растения 100—140 см, стебель изогнутый, с многочисленными стеблевыми корнями. Листья кожистые, тёмно-зелёные, продолговато-ланцетные 10—15 см длиной. Луковица большая, до 20 см в диаметре, фиолетово-красная.

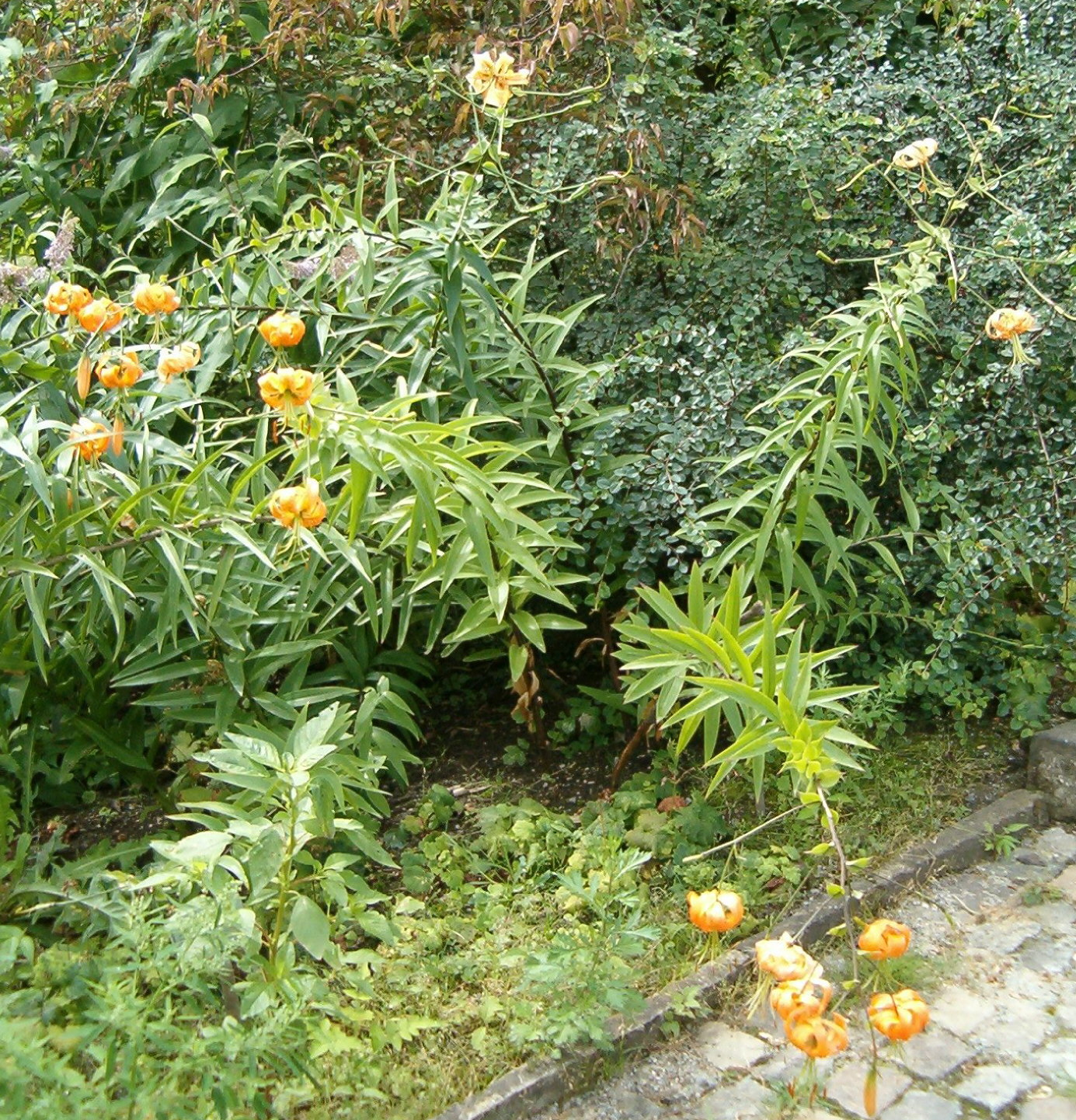

Луковица почти округлая, до 20 см в диаметре, фиолетово-красная, чешуи мясистые, плотно прилегают друг к другу, в верхней части свободные, овально-ланцетные или ланцетные. Согласно другому источнику, диаметр луковицы около 7 см.
Высота растений 0,6—3 м, по другим данным 150—250 см.
Стебель изогнутый, зелёный, с тёмно-пурпурными штрихами, до 2 см в диаметре.
Листья продолговато-ланцетные, часто серповидно изогнутые, глянцевые, тёмно-зёленые, длиной до 19 см, шириной до 3 см.
Прицветники листовидные, почти эллиптические.
Соцветия кистевидные, несут 10—20 цветков.
Цветки ароматные, поникающие, диаметром около 6,5—7 см. Околоцветник чалмовидный, оранжево-жёлтый, от основания цветка до середины имеются многочисленные разветвленные сосочки. Такой признак, как ярко-зелёная нектароносная борозда часто передаётся потомству при гибридизации.
Тычиночные нити голые, длиной около 5,5 см.
Завязь около 1,7 см длиной, столбик — 4 см.
Пыльца тёмно-коричневая.
Нектарники открытые, ярко-зеленого цвета.
Рыльце зелёное.
Плод — шаровидная коробочка.

## В культуре
В культуре известна с 1889 года.

Россия, Владимирская область, частный сад

Лилия Генри используется, как декоративное садовое растение, а также для срезки.
Использовалась в создании Восточных, Трубчатых и Азиатских гибридов.
USDA-зоны: с 4b (−28.9 °C… −31.7 °C), по 9a (−1.1 °C… −3.9 °C).
При посадке рекомендуется внесение извести.
Цветёт в августе—сентябре.
Вид достаточно морозостоек, хорошо размножается семенами и луковицами-детками, которые формируются на подземной части цветоносного побега. В культуре выделено несколько форм, среди них с лимонно-желтыми цветками — L. henryi f. citrinum hort..
С лилией Генри много работал советский селекционер В. П. Орехов скрещивая её с белыми трубчатыми лилиями. Созданная им в 1965 году новая гибридная группа Латгале (Latgalija Hibridi) насчитывает свыше 50 сортов.
С момента появления международной классификации лилий гибриды с участием лилии Генри объединяли в два раздела: Трубчатые гибриды и Восточные гибриды. C появлением Ориенпетов (ОТ-гибриды) некоторые сорта которых так же созданы с участием лилии Генри имеющаяся классификация стала подвергаться критике. Большинство гибридизаторов считают, что потомков L. henryi следует относить в VI раздел (Трубчатые гибриды), за исключением тех, которые получены с участием сортов из раздела Восточных гибридов. В последнем случае гибрид уже относят к VIII разделу.